# Café New York

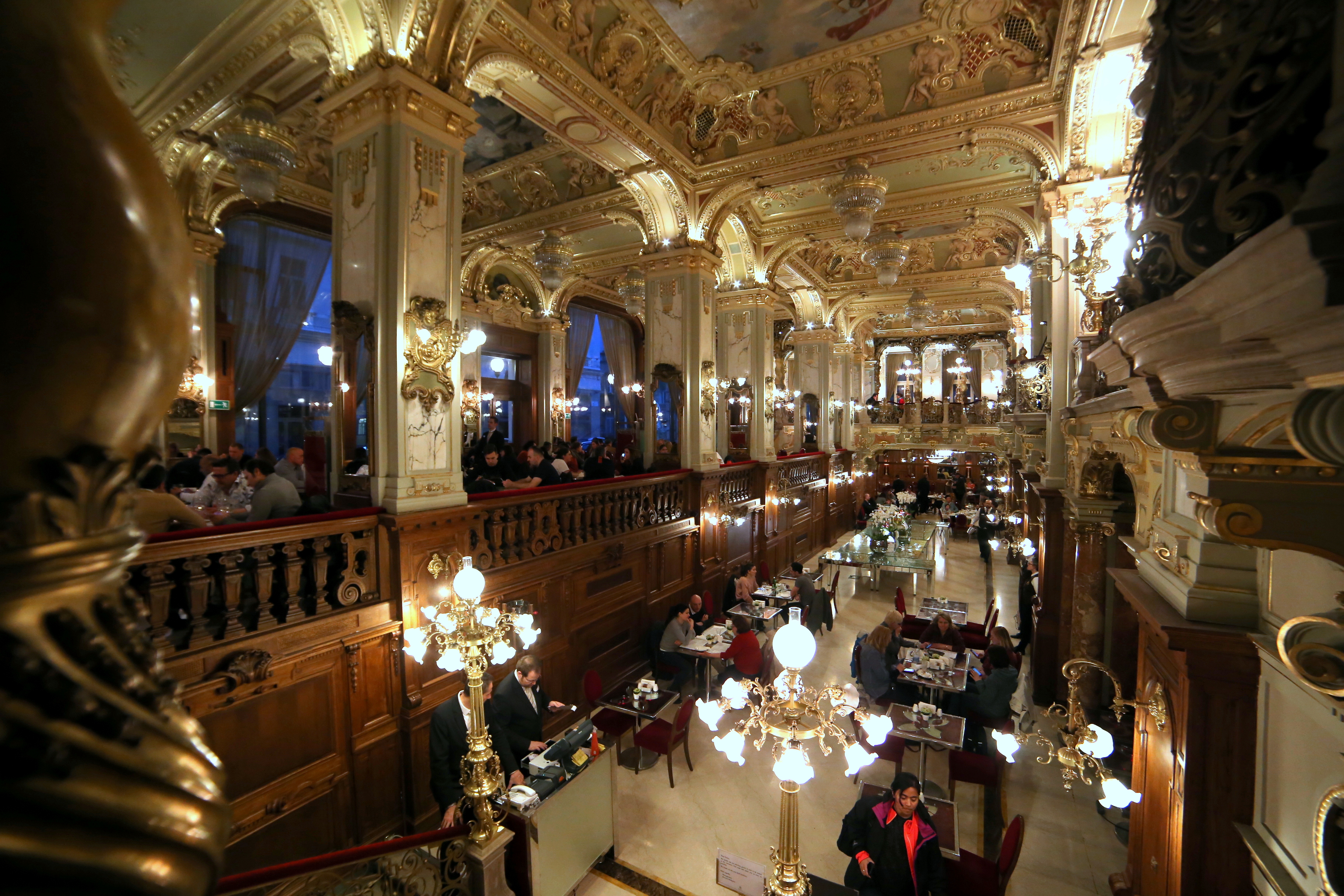
Café New York

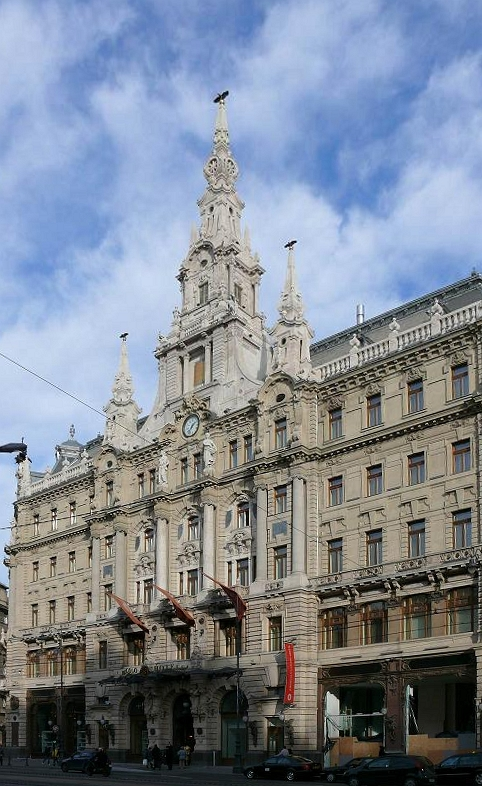
Das New York Palace

Das Café New York ist ein prunkvolles Kaffeehaus der Gründerzeit in Budapest.
Die New York Life Insurance Company ließ zu Beginn der 1890er Jahre an der heutigen Adresse Erzsébet körút 9–11 im VII. Budapester Bezirk (Erzsébetváros) ein prunkvolles Gebäude errichten. Im Erdgeschoss und Tiefgeschoss befand sich und befindet sich noch heute das genannte Café (ungarisch New York kávéház). Es wurde am 23. Oktober 1894 eröffnet und überdauerte Kriege und Regimewechsel weitgehend unbeschädigt. Nach einer jahrelangen Renovierungspause ab 2001 wurde das Café am 5. Mai 2006 wieder eröffnet.

## Geschichte
Die amerikanische Versicherung beauftragte den Architekten Alajos Hauszmann mit der Planung ihres Prunkgebäudes am Budapester Großen Ring. Hauszmann entwarf, unterstützt von Flóris Korb und Kálmán Giergl, einen historistischen Bau mit üppigem Dekor (der Statuenschmuck stammt von Károly Senyey). Das Café wurde über Jahrzehnte zu einem beliebten Budapester Intellektuellen- und Literatentreff. Unter anderem verkehrten hier (und schrieben): Ferenc Molnár, Dezső Kosztolányi, Frigyes Karinthy. Später trafen sich hier auch Filmschaffende wie Alexander Korda und Michael Curtiz, als er noch Mihály Kertész Kaminer hieß.
Das Innere des Cafés mit seinen gedrehten Säulen erinnert zum Teil an die Ausgestaltung barocker Kirchenräume. In der Zeit des Kommunismus hieß es „Hungária“. Nach der Wende und einer längeren Phase der Ungewissheit wurde das Gebäude von der italienischen Hotelgruppe Boscolo Hotels im Februar 2001 übernommen und zum Luxushotel mit 107 Zimmern umgestaltet. Im Zusammenhang mit der Schaffung des Hotels wurde auch das Café wieder reaktiviert. Die stilgerechte Renovierung erhielt 2007 die Europa-Nostra-Medaille.